# دهستان‌های اسپانیا
دهستان‌های اسپانیا دومین جز در تقسیمات کشوری اسپانیا پس از استان‌ها می‌باشد. هم‌اکنون اسپانیا ۸٬۱۰۸ دهستان دارد. هر دهستان جزئی از یک استان است و هر استان به نوبه خود جز یکی از ۱۷ بخش خودمختار اسپانیا است.
بر اساس تصمیم مجلس بخش خودمختار، هر بخش خودمختار می‌تواند به تعدادی دهستان نیز تقسیم شود. هر دهستان به‌طور میانگین ۵٬۳۰۰ نفر جمعیت دارد، اما دامنه تغییرات زیاد است. پرجمعیتترین شهرستان اسپانیا شهر مادرید با ۳٬۰۱۶٬۷۸۸ (۲۰۰۲) نفر جمعیت است. درحالی‌که چندین دهستان نیز وجود دارند که جمعیتشان کم‌تر از ۱۰ نفر است. مساحت دهستان معمولاً بین ۲ تا ۴۰ کیلومترمربع است، هرچند که بعضی از دهستان‌ها تا ۴۰۰ کیلومترمربع مساحت دارند.